# IC 315
IC 315 ist eine Balken-Spiralgalaxie vom Hubble-Typ SBab im Sternbild Walfisch südlich des Himmelsäquators. Sie ist schätzungsweise 408 Millionen Lichtjahre von der Milchstraße entfernt und hat einen Durchmesser von etwa 85.000 Lichtjahren.
Das Objekt am 11. Januar 1894 vom französischen Astronomen Stéphane Javelle entdeckt.